# Îles de la Frise
Les îles de la Frise, îles frisonnes ou archipel frison (en allemand : Friesische Inseln ; en néerlandais : Waddeneilanden ; en danois : Vadehavsøerne) forment un archipel côtier d'îles sablonneuses du nord-ouest de l'Europe, s'étendant du nord des Pays-Bas au sud du Danemark en passant par le nord-ouest de l'Allemagne, entre la mer du Nord et la mer des Wadden. Ces îles protègent des vagues de la mer du Nord les vasières du vaste estran de la mer des Wadden.
Les îles frisonnes, ainsi que la côte allemande de la baie d'Heligoland, forment la Frise, foyer traditionnel du peuple frison. Généralement, on utilise le terme « îles frisonnes » pour les îles où la population se définit comme frisonne. En revanche, le terme « îles Wadden » est utilisé pour tout l'archipel, y compris les îles danoises et danophones de la mer des Wadden, situées un peu plus au nord sur la côte ouest du Jutland.
La plupart des îles frisonnes sont des zones protégées dirigées de manière coordonnée entre les Pays-Bas, l'Allemagne et le Danemark comme une réserve naturelle internationale inscrite au patrimoine mondial de l'UNESCO. Cependant le forage du gaz naturel et du pétrole, ainsi que le trafic maritime sur les estuaires de l'Ems, de la Weser et de l'Elbe, continuent à représenter une menace pour ces richesses de biodiversité, la pêche et l'aquaculture, en raison du risque d'accident maritime ou industriel.

## Origines
Au cours de la dernière ère glaciaire qui s'est terminée il y a environ 12 000 ans, le niveau des mers était à environ 60 mètres sous l'actuel, et l'actuelle mer du Nord n'était encore que le large bassin inférieur du Rhin, de l'Ems, de la Weser et de l'Elbe. En raison de la fonte des calottes glaciaires polaires, le niveau de la mer est monté, créant la mer du Nord. Le trait de côte s'est stabilisé il y a environ 7 000 ans, les vents d'Ouest dominants créant un grand trait ininterrompu de dunes de la Flandre actuelle jusqu'au Jutland. Vers le début de notre ère, la subsidence de la zone littorale couplée aux ondes de tempête commence à inonder les plaines littorales situées derrière les dunes (« waterwolf »), créant en plusieurs étapes les vasières actuelles des Wadden et transformant les dunes en îles. Les courants de marée approfondirent progressivement les canaux entre les îles.

## Géographie
Ces îles sont traditionnellement divisées en 3 groupes :
- les îles de la Frise-Occidentale, aux Pays-Bas ;
- les îles de la Frise-Orientale, en Allemagne ;
- les îles frisonnes septentrionales (ou îles de la Frise du nord), partagées entre l'Allemagne et le Danemark.

Pour ce dernier groupe, on y inclut fréquemment les îles Scharhörn et les îles danoises du nord de l’archipel (Jordsand, Rømø, Mandø, Fanø et Langli) qui font géographiquement partie du même ensemble, mais ne sont pas historiquement frisonnes, n'ayant pas été incluses dans l'habitat traditionnel des Frisons.

## Environnement
La plupart des îles ont été dès le XIXe siècle des destinations touristiques et le sont encore, mais elles sont maintenant pour partie protégées, offrant une chaîne de sites gérés comme une réserve naturelle internationale, de manière coordonnée entre les trois pays. Cependant des forages de gaz et de pétrole existent, et la proximité des estuaires pollués de l'Ems, de la Weser et de l'Elbe ainsi que leur trafic maritime créent des tensions entre ces activités économiques d'un côté et celles liées au tourisme, au développement durable, à la pêche et l'aquaculture de l'autre.
Enfin, des munitions immergées en grandes quantités à proximité des îles après les guerres mondiales, contenant peut-être des munitions chimiques, sont susceptibles de commencer à fuir et poser des problèmes d'environnement,.

## Liste des îles de la Frise
Les îles sont listées par rapport à leur suite géographique, à partir de l'ouest vers l'est puis vers le nord.

### Appartenant auxPays-Bas
- Noorderhaaks
- Texel
- Vlieland
- Richel
- Terschelling
- Griend
- Ameland
- Rif
- Engelsmanplaat
- Schiermonnikoog
- Simonszand
- Rottumerplaat
- Rottumeroog
- Zuiderduintjes

### Appartenant à l'Allemagne

Carte des îles de la Frise-Orientale

- Borkum
- Lütje Hörn
- Kachelotplate
- Memmert
- Juist
- Norderney
- Baltrum
- Langeoog
- Spiekeroog
- Wangerooge
- Minsener-Oldoog
- Mellum
- Langlutjen II
- Langlutjen I
- Neuwerk
- Scharhörn
- Nigehörn
- Trischen
- Blauort
- Tertius
- Pellworm
- les Halligen
- Amrum
- Föhr
- Sylt

### Appartenant auDanemark
- Jordsand[5]
- Rømø
- Mandø
- Fanø
- Langli